# IIHF Verdensmesterskabet Division II 2019
IIHF Verdensmesterskabet Division II 2019 var en international ishockey turnering arrangeret af International Ice Hockey Federation .
Gruppe A-turneringen blev afholdt i Beograd, Serbien fra den 9. til den 15. april og Gruppe B-turneringen i Mexico City, Mexico fra 21. til 27. april 2019.
Serbien og Israel vandt henholdsvis gruppe A- og B-turneringen og rykkede op, mens Belgien og Nordkorea sluttede sidst og rykkede ned.

## Gruppe A

### Deltagere
| Hold       | Kvalifikation                                     |
| ---------- | ------------------------------------------------- |
| Kroatien   | 6. plads i Division IB sidste år og rykkede ned.  |
| Australien | 2. plads i Division II A sidste år.               |
| Serbien    | Værter, 3. plads i Division II A sidste år.       |
| Kina       | 4. plads i Division II A sidste år.               |
| Belgien    | 5. plads i Division II A sidste år.               |
| Spanien    | 1. plads i Division II B sidste år og rykkede op. |

### Dommere
4 dommere og 7 linjemænd blev udvalgt til turneringen. 
| Dommere                                                                       | Linjemænd |
| ----------------------------------------------------------------------------- | --- |
| - Christoph Sternat - Miroslav Iarets - Jevgēņijs Griškevičs - Ramon Sterkens | \| - Daniel Beresford - James Kavanagh - Kensuke Kanazawa - Håvar Dahl \| - Tibor Fazekas - Ivan Nedeljković - David Perduv \| |
| - Daniel Beresford - James Kavanagh - Kensuke Kanazawa - Håvar Dahl           | - Tibor Fazekas - Ivan Nedeljković - David Perduv                                                                              |

### Stilling
| Pos | Hold           | K | V | OTV | OTT | T | MF | MM | M+/- | P  | Kvalifikation eller nedrykning    |
| --- | -------------- | - | - | --- | --- | - | -- | -- | ---- | -- | --------------------------------- |
| 1   | Serbien (V, O) | 5 | 3 | 1   | 0   | 1 | 20 | 14 | +6   | 11 | Oprykning til Division I B 2020   |
| 2   | Kroatien       | 5 | 3 | 1   | 0   | 1 | 19 | 9  | +10  | 11 |                                   |
| 3   | Australien     | 5 | 3 | 0   | 1   | 1 | 14 | 10 | +4   | 10 |                                   |
| 4   | Spanien        | 5 | 2 | 0   | 2   | 1 | 14 | 16 | −2   | 8  |                                   |
| 5   | Kina           | 5 | 1 | 0   | 0   | 4 | 14 | 21 | −7   | 3  |                                   |
| 6   | Belgien (N)    | 5 | 0 | 1   | 0   | 4 | 11 | 22 | −11  | 2  | Nedrykning til Division II B 2020 |

1. 1 2  Serbien 3–1 Kroatien

### Resultater
Alle tider er lokale ( UTC + 2 ).
| 9. april 2019 13:00 | Spanien | 5–3 (2–1, 1–1, 2–1) | Kina | Pionir Ice Hall, Belgrade Tilskuere: 68 |

| Rapport | Rapport                                       | Rapport                                                                                             | Rapport     | Rapport                                                               |
| --- | --------------------------------------------- | --------------------------------------------------------------------------------------------------- | ----------- | --------------------------------------------------------------------- |
| | Ander Alcaine                                 | Målmænd                                                                                             | Han Pengfei | Dommer: Christoph Sternat Linjedommere: Kensuke Kanazawa David Perduv |
| Carbonell (Fuentes, Ubieto) (PP) – 06:38 / Fuentes (Burgos, Ubieto) (PP) – 16:27 / Lasuen – 27:35 / Baldris – 53:50 / Rubio (Carbonell, García) (EN) – 59:16 | 1–0 / 1–1 / 2–1 / 2–2 / 3–2 / 3–3 / 4–3 / 5–3 | 08:48 – Li (Zhang C., Chen Le.) / 20:41 – Yang (Zhang P., Zhang C.) (PP) / 43:16 – Zhang H. (Liang) |             | Dommer: Christoph Sternat Linjedommere: Kensuke Kanazawa David Perduv |
| 4 min | Strafminutter                                 | 10 min                                                                                              |             | Dommer: Christoph Sternat Linjedommere: Kensuke Kanazawa David Perduv |
| 34 | Skud                                          | 24                                                                                                  |             | Dommer: Christoph Sternat Linjedommere: Kensuke Kanazawa David Perduv |

| 9. april 2019 16:30 | Australien | 3–4 OT (3–0, 0–2, 0–1) (OT: 0–1) | Belgien | Pionir Ice Hall, Belgrade Tilskuere: 38 |

| Rapport                                                                        | Rapport                                 | Rapport | Rapport        | Rapport                                                              |
| ------------------------------------------------------------------------------ | --------------------------------------- | --- | -------------- | -------------------------------------------------------------------- |
|                                                                                | Anthony Kimlin                          | Målmænd | Wouter Peeters | Dommer: Miroslav Iarets Linjedommere: Tibor Fazekas Ivan Nedeljković |
| Rezek (Baclig) – 01:31 / Malloy (Rezek) – 02:58 / Kubara (Darge, Wong) – 07:17 | 1–0 / 2–0 / 3–0 / 3–1 / 3–2 / 3–3 / 3–4 | 30:13 – De Schepper (Verelst, B. Kolodziejczyk) (PP2) / 31:00 – Verelst (B. Kolodziejczyk, Paulus) (PP) / 40:26 – Verelst (B. Kolodziejczyk) / 62:56 – De Croock (Paulus) |                | Dommer: Miroslav Iarets Linjedommere: Tibor Fazekas Ivan Nedeljković |
| 10 min                                                                         | Strafminutter                           | 4 min |                | Dommer: Miroslav Iarets Linjedommere: Tibor Fazekas Ivan Nedeljković |
| 32                                                                             | Skud                                    | 37 |                | Dommer: Miroslav Iarets Linjedommere: Tibor Fazekas Ivan Nedeljković |

| 9. april 2019 20:00 | Serbien | 3–1 (1–1, 1–0, 1–0) | Kroatien | Pionir Ice Hall, Belgrade Tilskuere: 1,126 |

| Rapport | Rapport               | Rapport                           | Rapport        | Rapport                                                                    |
| --- | --------------------- | --------------------------------- | -------------- | -------------------------------------------------------------------------- |
| | Arsenije Ranković     | Målmænd                           | Vilim Rosandić | Dommer: Jevgēņijs Griškevičs Linjedommere: Daniel Beresford James Kavanagh |
| Sretović (Kastel) (PP) – 13:47 / Popravka (Vučurević, Podunavac) – 30:07 / Luković (Sretović, Brkušanin) (ENG) – 59:23 | 1–0 / 1–1 / 2–1 / 3–1 | 16:41 – Janković (L. Jarčov) (PP) |                | Dommer: Jevgēņijs Griškevičs Linjedommere: Daniel Beresford James Kavanagh |
| 16 min | Strafminutter         | 18 min                            |                | Dommer: Jevgēņijs Griškevičs Linjedommere: Daniel Beresford James Kavanagh |
| 37 | Skud                  | 30                                |                | Dommer: Jevgēņijs Griškevičs Linjedommere: Daniel Beresford James Kavanagh |

| 10. april 2019 13:00 | Belgien | 2–4 (0–2, 1–0, 1–2) | Spanien | Pionir Ice Hall, Belgrade Tilskuere: 20 |

| Rapport                                                                    | Rapport                           | Rapport | Rapport       | Rapport                                                                   |
| -------------------------------------------------------------------------- | --------------------------------- | --- | ------------- | ------------------------------------------------------------------------- |
|                                                                            | Wouter Peeters                    | Målmænd | Ander Alcaine | Dommer: Jevgēņijs Griškevičs Linjedommere: Daniel Beresford Tibor Fazekas |
| Verelst (B. Kolodziejczyk) (SH) – 20:38 / B. Kolodziejczyk (Neven) – 43:30 | 0–1 / 0–2 / 1–2 / 1–3 / 2–3 / 2–4 | 02:51 – Granell (Zaballa) / 13:02 – Fuentes / 41:17 – Rubio (Carbonell, Ubieto) / 43:39 – Burgos (Beltrán, Carbonell) |               | Dommer: Jevgēņijs Griškevičs Linjedommere: Daniel Beresford Tibor Fazekas |
| 26 min                                                                     | Strafminutter                     | 10 min |               | Dommer: Jevgēņijs Griškevičs Linjedommere: Daniel Beresford Tibor Fazekas |
| 24                                                                         | Skud                              | 45 |               | Dommer: Jevgēņijs Griškevičs Linjedommere: Daniel Beresford Tibor Fazekas |

| 10. april 2019 16:30 | Kroatien | 7–0 (2–0, 3–0, 2–0) | Kina | Pionir Ice Hall, Belgrade Tilskuere: 42 |

| Rapport | Rapport                                 | Rapport | Rapport   | Rapport                                                          |
| --- | --------------------------------------- | ------- | --------- | ---------------------------------------------------------------- |
| | Vilim Rosandić                          | Målmænd | Sun Zehao | Dommer: Ramon Sterkens Linjedommere: James Kavanagh David Perduv |
| Morrisonn (PP) – 09:20 / Janković (Zanoški, Morrisonn) (PP2) – 10:26 / Šakić (Zanoški, Janković) (PP) – 22:22 / Mirić (Morrisonn, Šakić) (PP) – 37:22 / Šakić (Novak, Mirić) – 39:39 / Novak (Mirić, Šakić) – 50:52 / Kanaet (Janković) – 56:53 | 1–0 / 2–0 / 3–0 / 4–0 / 5–0 / 6–0 / 7–0 |         |           | Dommer: Ramon Sterkens Linjedommere: James Kavanagh David Perduv |
| 6 min | Strafminutter                           | 68 min  |           | Dommer: Ramon Sterkens Linjedommere: James Kavanagh David Perduv |
| 48 | Skud                                    | 19      |           | Dommer: Ramon Sterkens Linjedommere: James Kavanagh David Perduv |

| 10. april 2019 20:00 | Australien | 3–2 (2–1, 1–0, 0–1) | Serbien | Pionir Ice Hall, Belgrade Tilskuere: 653 |

| Rapport                                                                                               | Rapport                     | Rapport                                                   | Rapport           | Rapport                                                           |
| --- | --------------------------- | --------------------------------------------------------- | ----------------- | ----------------------------------------------------------------- |
| | Anthony Kimlin              | Målmænd                                                   | Arsenije Ranković | Dommer: Miroslav Iarets Linjedommere: Håvar Dahl Kensuke Kanazawa |
| Armstrong (Todd, McMahon) (SH) – 10:59 / Virjassov – 14:44 / Woodman (Virjassov, Powell) (PP) – 26:29 | 0–1 / 1–1 / 2–1 / 3–1 / 3–2 | 03:17 – Dragutinović (Luković) / 45:57 – Đumić (Dragović) |                   | Dommer: Miroslav Iarets Linjedommere: Håvar Dahl Kensuke Kanazawa |
| 29 min                                                                                                | Strafminutter               | 4 min                                                     |                   | Dommer: Miroslav Iarets Linjedommere: Håvar Dahl Kensuke Kanazawa |
| 26 | Skud                        | 34                                                        |                   | Dommer: Miroslav Iarets Linjedommere: Håvar Dahl Kensuke Kanazawa |

| 12. april 2019 13:00 | Kroatien | 5–2 (2–0, 1–2, 2–0) | Belgien | Pionir Ice Hall, Belgrade Tilskuere: 53 |

| Rapport | Rapport                                 | Rapport                                                                                    | Rapport        | Rapport                                                             |
| --- | --------------------------------------- | ------------------------------------------------------------------------------------------ | -------------- | ------------------------------------------------------------------- |
| | Vilim Rosandić                          | Målmænd                                                                                    | Wouter Peeters | Dommer: Miroslav Iarets Linjedommere: Ivan Nedeljković David Perduv |
| Mikulić (Mirić, Srketić) (SH) – 04:19 / Jarčov (Morrisonn, Zanoški) – 04:53 / Kanaet (Janković, Srketić) – 31:38 / Janković – 57:11 / Šakić (Smolec) (EN) – 59:00 | 1–0 / 2–0 / 2–1 / 3–1 / 3–2 / 4–2 / 5–2 | 27:36 – Verelst (B. Kolodziejczyk, De Croock) / 38:22 – Paulus (B. Kolodziejczyk, Verelst) |                | Dommer: Miroslav Iarets Linjedommere: Ivan Nedeljković David Perduv |
| 6 min | Strafminutter                           | 10 min                                                                                     |                | Dommer: Miroslav Iarets Linjedommere: Ivan Nedeljković David Perduv |
| 38 | Skud                                    | 26                                                                                         |                | Dommer: Miroslav Iarets Linjedommere: Ivan Nedeljković David Perduv |

| 12. april 2019 16:30 | Australien | 4–0 (1–0, 2–0, 1–0) | Spanien | Pionir Ice Hall, Belgrade Tilskuere: 67 |

| Rapport | Rapport               | Rapport | Rapport       | Rapport                                                                |
| --- | --------------------- | ------- | ------------- | ---------------------------------------------------------------------- |
| | Anthony Kimlin        | Målmænd | Ander Alcaine | Dommer: Ramon Sterkens Linjedommere: Daniel Beresford Kensuke Kanazawa |
| Darge (Malloy, Woodman) (PP2) – 13:01 / Baclig (SH) – 25:24 / Lindsay (Webster, Virjassov) – 39:09 / Virjassov (Webster, Taylor) – 55:50 | 1–0 / 2–0 / 3–0 / 4–0 |         |               | Dommer: Ramon Sterkens Linjedommere: Daniel Beresford Kensuke Kanazawa |
| 8 min | Strafminutter         | 14 min  |               | Dommer: Ramon Sterkens Linjedommere: Daniel Beresford Kensuke Kanazawa |
| 26 | Skud                  | 37      |               | Dommer: Ramon Sterkens Linjedommere: Daniel Beresford Kensuke Kanazawa |

| 12. april 2019 20:00 | Serbien | 6–5 (1–2, 1–3, 4–0) | Kina | Pionir Ice Hall, Belgrade Tilskuere: 536 |

| Rapport | Rapport                                                         | Rapport | Rapport     | Rapport                                                           |
| --- | --------------------------------------------------------------- | --- | ----------- | ----------------------------------------------------------------- |
| | Arsenije Ranković Jug Mitić                                     | Målmænd | Han Pengfei | Dommer: Christoph Sternat Linjedommere: Håvar Dahl James Kavanagh |
| Lestarić (Novaković, Đumić) – 17:42 / Podunavac (Bosković, Kerezović) (PP) – 22:55 / Crnogorac (Kerezović, Đumić) – 49:04 / Sabadoš (Đumić, Podunavac) (PP) – 51:33 / Luković (Kastel) (EA) – 58:24 / Kastel (Crnogorac, Sretović) (EA) – 59:46 | 0–1 / 0–2 / 1–2 / 2–2 / 2–3 / 2–4 / 2–5 / 3–5 / 4–5 / 5–5 / 6–5 | 10:36 – Li (Chen Le., Chen Z.) / 16:15 – Huang (Yang) (PP) / 26:36 – Yang (Zhang Z., Ying) (PP) / 36:54 – Chen L. (Zhang C., Li) / 38:11 – Xia |             | Dommer: Christoph Sternat Linjedommere: Håvar Dahl James Kavanagh |
| 6 min | Strafminutter                                                   | 14 min |             | Dommer: Christoph Sternat Linjedommere: Håvar Dahl James Kavanagh |
| 44 | Skud                                                            | 28 |             | Dommer: Christoph Sternat Linjedommere: Håvar Dahl James Kavanagh |

| 13. april 2019 13:00 | Kina | 2–3 (0–0, 2–1, 0–2) | Australien | Pionir Ice Hall, Belgrade Tilskuere: 62 |

| Rapport                                          | Rapport                     | Rapport                                                                                             | Rapport        | Rapport                                                             |
| ------------------------------------------------ | --------------------------- | --------------------------------------------------------------------------------------------------- | -------------- | ------------------------------------------------------------------- |
|                                                  | Sun Zehao                   | Målmænd                                                                                             | Anthony Kimlin | Dommer: Ramon Sterkens Linjedommere: Tibor Fazekas Kensuke Kanazawa |
| Chen Li. (Xia) – 25:27 / Zhang Z. (Yang) – 30:43 | 1–0 / 1–1 / 2–1 / 2–2 / 2–3 | 25:51 – Darge (Armstrong, Powell) / 51:16 – Rezek (Haselhurst) / 57:42 – Rezek (Todd, Baclig) (PP2) |                | Dommer: Ramon Sterkens Linjedommere: Tibor Fazekas Kensuke Kanazawa |
| 18 min                                           | Strafminutter               | 4 min                                                                                               |                | Dommer: Ramon Sterkens Linjedommere: Tibor Fazekas Kensuke Kanazawa |
| 25                                               | Skud                        | 45                                                                                                  |                | Dommer: Ramon Sterkens Linjedommere: Tibor Fazekas Kensuke Kanazawa |

| 13. april 2019 16:30 | Spanien | 3–4 GWS (1–0, 1–2, 1–1) (OT: 0–0) (SO: 0–1) | Kroatien | Pionir Ice Hall, Belgrade Tilskuere: 73 |

| Rapport                                                                                           | Rapport                           | Rapport | Rapport        | Rapport                                                             |
| ------------------------------------------------------------------------------------------------- | --------------------------------- | --- | -------------- | ------------------------------------------------------------------- |
|                                                                                                   | Ander Alcaine                     | Målmænd | Vilim Rosandić | Dommer: Christoph Sternat Linjedommere: Håvar Dahl Ivan Nedeljković |
| Burgos (Rubio, Carbonell) – 19:29 / Baldris (Burgos) – 24:54 / G. González (Granell) (PP) – 47:14 | 1–0 / 2–0 / 2–1 / 2–2 / 2–3 / 3–3 | 28:26 – Vedlin (L. Jarčov, Janković) (PP) / 37:20 – Rene Čanić (Mikulić, Kanaet) / 44:20 – Šakić (Janković, L. Jarčov) |                | Dommer: Christoph Sternat Linjedommere: Håvar Dahl Ivan Nedeljković |
| 4 min                                                                                             | Strafminutter                     | 8 min |                | Dommer: Christoph Sternat Linjedommere: Håvar Dahl Ivan Nedeljković |
| 26                                                                                                | Skud                              | 29 |                | Dommer: Christoph Sternat Linjedommere: Håvar Dahl Ivan Nedeljković |

| 13. april 2019 20:00 | Belgien | 3–6 (1–2, 0–2, 2–2) | Serbien | Pionir Ice Hall, Belgrade Tilskuere: 417 |

| Rapport | Rapport                                             | Rapport | Rapport           | Rapport                                                                    |
| --- | --------------------------------------------------- | --- | ----------------- | -------------------------------------------------------------------------- |
| | Wouter Peeters                                      | Målmænd | Arsenije Ranković | Dommer: Jevgēņijs Griškevičs Linjedommere: Daniel Beresford James Kavanagh |
| Coolen (Verelst, Neven) (PP) – 08:55 / B. Kolodziejczyk (Paulus) (SH) – 44:23 / Neven (B. Kolodziejczyk) (PP2) – 45:45 | 0–1 / 0–2 / 1–2 / 1–3 / 1–4 / 1–5 / 2–5 / 3–5 / 3–6 | 04:40 – Dragović (Đumić) / 07:52 – Bosković (Đumić) / 22:29 – Sretović (Brkušanin) / 33:42 – Brkušanin (Popravka) (PP) / 41:10 – Sretović (Popravka) / 57:06 – Bosković (Brkušanin, Luković) (PP2) |                   | Dommer: Jevgēņijs Griškevičs Linjedommere: Daniel Beresford James Kavanagh |
| 18 min | Strafminutter                                       | 35 min |                   | Dommer: Jevgēņijs Griškevičs Linjedommere: Daniel Beresford James Kavanagh |
| 30 | Skud                                                | 38 |                   | Dommer: Jevgēņijs Griškevičs Linjedommere: Daniel Beresford James Kavanagh |

| 15. april 2019 13:00 | Kroatien | 2–1 (1–0, 1–1, 0–0) | Australien | Pionir Ice Hall, Belgrade Tilskuere: 79 |

| Rapport                                                               | Rapport         | Rapport                      | Rapport        | Rapport                                                          |
| --------------------------------------------------------------------- | --------------- | ---------------------------- | -------------- | ---------------------------------------------------------------- |
|                                                                       | Vilim Rosandić  | Målmænd                      | Anthony Kimlin | Dommer: Ramon Sterkens Linjedommere: James Kavanagh David Perduv |
| Morrisonn (Zanoški) – 00:31 / Kanaet (Morrisonn, Vedlin) (SH) – 38:13 | 1–0 / 1–1 / 2–1 | 32:20 – Rezek (Todd, Malloy) |                | Dommer: Ramon Sterkens Linjedommere: James Kavanagh David Perduv |
| 34 min                                                                | Strafminutter   | 8 min                        |                | Dommer: Ramon Sterkens Linjedommere: James Kavanagh David Perduv |
| 45                                                                    | Skud            | 39                           |                | Dommer: Ramon Sterkens Linjedommere: James Kavanagh David Perduv |

| 15. april 2019 16:30 | Kina | 4–0 (1–0, 2–0, 1–0) | Belgien | Pionir Ice Hall, Belgrade Tilskuere: 26 |

| Rapport                                                                                                  | Rapport               | Rapport | Rapport                            | Rapport                                                              |
| --- | --------------------- | ------- | ---------------------------------- | -------------------------------------------------------------------- |
| | Sun Zehao             | Målmænd | Wouter Peeters Cisse Van der Weyde | Dommer: Miroslav Iarets Linjedommere: Tibor Fazekas Kensuke Kanazawa |
| Zhang Z. (Hu) – 04:08 / Ying (Hu, Wang) – 34:42 / Zhang Z. (Ying, Xiang) (PP) – 37:35 / Zhang C. – 53:03 | 1–0 / 2–0 / 3–0 / 4–0 |         |                                    | Dommer: Miroslav Iarets Linjedommere: Tibor Fazekas Kensuke Kanazawa |
| 39 min                                                                                                   | Strafminutter         | 53 min  |                                    | Dommer: Miroslav Iarets Linjedommere: Tibor Fazekas Kensuke Kanazawa |
| 25 | Skud                  | 34      |                                    | Dommer: Miroslav Iarets Linjedommere: Tibor Fazekas Kensuke Kanazawa |

| 15. april 2019 20:00 | Serbien | 3–2 GWS (1–0, 0–1, 1–1) (OT: 0–0) (SO: 1–0) | Spanien | Pionir Ice Hall, Belgrade Tilskuere: 1,276 |

| Rapport                                                   | Rapport               | Rapport                                                                      | Rapport       | Rapport                                                             |
| --------------------------------------------------------- | --------------------- | ---------------------------------------------------------------------------- | ------------- | ------------------------------------------------------------------- |
|                                                           | Arsenije Ranković     | Målmænd                                                                      | Ander Alcaine | Dommer: Christoph Sternat Linjedommere: Daniel Beresford Håvar Dahl |
| Luković (Brkušanin, Ilić) – 04:10 / Bošković (EA) – 59:32 | 1–0 / 1–1 / 1–2 / 2–2 | 26:03 – González (Betrán, Fuentes) / 46:34 – Rubio (Carbonell, Fuentes) (PP) |               | Dommer: Christoph Sternat Linjedommere: Daniel Beresford Håvar Dahl |
| 6 min                                                     | Strafminutter         | 4 min                                                                        |               | Dommer: Christoph Sternat Linjedommere: Daniel Beresford Håvar Dahl |
| 42                                                        | Skud                  | 31                                                                           |               | Dommer: Christoph Sternat Linjedommere: Daniel Beresford Håvar Dahl |

### Priser og statistikker

#### Priser
- Bedste spillere valgt af direktoratet:
  - Bedste målmand:  Vilim Rosandić
  - Bedste forsvarsspiller:  Shaone Morrisonn
  - Bedste angriber:  Mirko Đumić

Kilde: IIHF.com

#### Topscorere
Listen viser de bedste markspillere rangeret efter point og derefter mål.
| Spiller             | K | M | A | Pts | +/− | PIM | POS |
| ------------------- | - | - | - | --- | --- | --- | --- |
| Bryan Kolodziejczyk | 5 | 2 | 7 | 9   | +2  | 0   | F   |
| Ivan Janković       | 5 | 3 | 5 | 8   | +3  | 0   | F   |
| Sam Verelst         | 5 | 4 | 3 | 7   | −3  | 2   | F   |
| Marko Šakić         | 5 | 4 | 2 | 6   | +7  | 0   | F   |
| Shaone Morrisonn    | 5 | 2 | 4 | 6   | −1  | 26  | D   |
| Alejandro Carbonell | 5 | 1 | 5 | 6   | +3  | 2   | F   |
| Mirko Đumić         | 5 | 1 | 5 | 6   | +4  | 0   | F   |
| Josef Rezek         | 5 | 4 | 1 | 5   | +2  | 2   | F   |
| Aleksa Luković      | 5 | 3 | 2 | 5   | +5  | 2   | D   |
| Marko Sretović      | 5 | 3 | 2 | 5   | +5  | 0   | F   |

K = Kampe spillet; M = mål; A = Assists; Pts = Punkter; +/- = Plus / Minus ; PIM = straffe i minutter POS = Position 
Kilde: IIHF.com

#### Målmænd
Kun de fem bedste målmænd, baseret på redningsprocent, der har spillet mindst 40% af deres holds minutter, er inkluderet i denne liste.
| Spiller           | TOI    | GA | GAA  | SA  | Sv%   | SÅ |
| ----------------- | ------ | -- | ---- | --- | ----- | -- |
| Vilim Rosandić    | 304:21 | 8  | 1.58 | 146 | 94.52 | 1  |
| Anthony Kimlin    | 302:53 | 10 | 1.98 | 178 | 94.38 | 1  |
| Sun Zehao         | 180:00 | 10 | 3.33 | 127 | 92.13 | 1  |
| Arsenije Ranković | 298:41 | 13 | 2.61 | 140 | 90.71 | 0  |
| Ander Alcaine     | 309:58 | 14 | 2.71 | 143 | 90.21 | 0  |

TOI = Tid på is (minutter: sekunder); SA = Skud imod; GA = Mål mod; GAA = Mål over gennemsnittet ; Sv% = Gem Procent; SO = Shutouts 
Kilde: IIHF.com

## Gruppe B

### Deltagere
| Hold        | Kvalifikation                                      |
| ----------- | -------------------------------------------------- |
| Island      | 6. plads i Division II A sidste år og rykkede ned. |
| New Zealand | 2. plads i Division II B sidste år.                |
| Israel      | 3. plads i Division II B sidste år.                |
| Nordkorea   | 4. plads i Division II B sidste år.                |
| Mexico      | Værter, 5. plads i Division II B sidste år.        |
| Georgien    | 1. plads i Division III sidste år og rykkede op.   |

### Dommere
4 dommere og 7 linjemænd blev udvalgt til turneringen.
| Dommere                                                                | Linjemænd |
| ---------------------------------------------------------------------- | --- |
| - Tim Tzirtziganis - Benas Jakšys - Tomasz Radzik - Andrew Thackaberry | \| - Tomáš Brejcha - Lasse Dahlerup - Sem Ramírez - Anže Bergant \| - Sergio Biec - Marc-Henri Progin - Justin Cornell \| |
| - Tomáš Brejcha - Lasse Dahlerup - Sem Ramírez - Anže Bergant          | - Sergio Biec - Marc-Henri Progin - Justin Cornell                                                                        |

### Stilling
| Pos | Hold        | K | V | OTV | OTT | T | MF | MM | M+/- | P  | Kvalifikation eller nedrykning  |
| --- | ----------- | - | - | --- | --- | - | -- | -- | ---- | -- | ------------------------------- |
| 1   | Israel (P)  | 5 | 4 | 1   | 0   | 0 | 32 | 16 | +16  | 14 | Oprykket til Division II A 2020 |
| 2   | Island      | 5 | 3 | 0   | 0   | 2 | 26 | 15 | +11  | 9  |                                 |
| 3   | New Zealand | 5 | 3 | 0   | 0   | 2 | 26 | 18 | +8   | 9  |                                 |
| 4   | Georgien    | 5 | 2 | 0   | 0   | 3 | 18 | 27 | −9   | 6  |                                 |
| 5   | Mexico      | 5 | 1 | 0   | 1   | 3 | 17 | 25 | −8   | 4  |                                 |
| 6   | Nordkorea   | 5 | 1 | 0   | 0   | 4 | 19 | 37 | −18  | 3  | Nedrykket til Division III 2020 |

1. 1 2  Island 4–2 New Zealand

### Resultater
Alle tider er lokale ( UTC-5 ).
| 21. april 2019 13:00 | Israel | 6–3 (2–1, 2–1, 2–1) | Island | Santa Fe Ice Rink, Mexico City Tilskuere: 750 |

| Rapport | Rapport                                             | Rapport | Rapport         | Rapport                                                                   |
| --- | --------------------------------------------------- | --- | --------------- | ------------------------------------------------------------------------- |
| | Nir Tichon                                          | Målmænd | Dennis Hedström | Dommer: Andrew Thackaberry Linjedommere: Justin Cornell Marc-Henri Progin |
| Ben Tiv (Frenkel, Halpert) – 07:26 / Mazour (Klein, Frenkel) (PP) – 14:23 / Vernyy – 21:36 / Mazour (Kozevnikov) (PP) – 36:23 / Halpert (Sherbatov) (EN) – 58:28 / R. Aharonovich (EN) – 59:46 | 1–0 / 1–1 / 2–1 / 3–1 / 4–1 / 4–2 / 4–3 / 5–3 / 6–3 | 09:22 - Jakobsson (Atlason, Knútsson) / 39:25 - Atlason (Knútsson, Sigurðsson) / 57:45 - Sigurðsson (Orongan) (EA) |                 | Dommer: Andrew Thackaberry Linjedommere: Justin Cornell Marc-Henri Progin |
| 6 min | Strafminutter                                       | 24 min |                 | Dommer: Andrew Thackaberry Linjedommere: Justin Cornell Marc-Henri Progin |
| 40 | Skud                                                | 32 |                 | Dommer: Andrew Thackaberry Linjedommere: Justin Cornell Marc-Henri Progin |

| 21. april 2019 16:30 | Georgien | 4–9 (2–2, 2–3, 0–4) | Nordkorea | Santa Fe Ice Rink, Mexico City Tilskuere: 753 |

| Rapport | Rapport                                                                     | Rapport | Rapport            | Rapport                                                         |
| --- | --------------------------------------------------------------------------- | --- | ------------------ | --------------------------------------------------------------- |
| | Andrey Ilyenko                                                              | Målmænd | Pak Il Jo Kwang-su | Dommer: Tim Tzirtziganis Linjedommere: Anže Bergant Sem Ramírez |
| Kozyulin (Obolgogiani) – 05:08 / Vasilchenko (Zhuzhunashvili) – 18:09 / Kochkin (Zhuzhunashvili) (SH) – 22:40 / Kharizov (Tsomaia) – 23:51 | 1–0 / 1–1 / 1–2 / 2–2 / 3–2 / 4–2 / 4–3 / 4–4 / 4–5 / 4–6 / 4–7 / 4–8 / 4–9 | 08:36 – Hong / 09:17 – Kang M. (Kang I., Ryu) (PP) / 24:42 – Hong (Kang M.) / 36:16 – Ri K. (Kang M., Ryu) (PP) / 37:18 – Hong (Kang I., Kim H.) / 44:03 – Ri S. (Kang I.) / 46:10 – Ri S. (Kang I.) / 52:34 – An (Hong, Kim Kw.) (PP) / 53:57 – Hong (Kim Kw.) |                    | Dommer: Tim Tzirtziganis Linjedommere: Anže Bergant Sem Ramírez |
| 53 min | Strafminutter                                                               | 14 min |                    | Dommer: Tim Tzirtziganis Linjedommere: Anže Bergant Sem Ramírez |
| 40 | Skud                                                                        | 40 |                    | Dommer: Tim Tzirtziganis Linjedommere: Anže Bergant Sem Ramírez |

| 21. april 2019 20:15 | New Zealand | 7–2 (4–1, 3–1, 0–0) | Mexico | Santa Fe Ice Rink, Mexico City Tilskuere: 1,250 |

| Rapport | Rapport                                             | Rapport                                              | Rapport                                 | Rapport                                                       |
| --- | --------------------------------------------------- | ---------------------------------------------------- | --------------------------------------- | ------------------------------------------------------------- |
| | Richard Parry                                       | Målmænd                                              | Andrés de la Garma Sebastián de la Vega | Dommer: Tomasz Radzik Linjedommere: Sergio Biec Tomáš Brejcha |
| Eaden (Heyd, Lee) – 03:04 / Strayer (Polozov, Amston) (PP) – 10:31 / Challis (Lee, Eaden) (PP) – 19:13 / Cox (Eaden, Schneider) – 19:46 / Schneider (Strayer, Polozov) (PP) – 23:10 / Amston (PP) – 32:36 / Cox (Schneider, Polozov) – 38:50 | 1–0 / 1–1 / 2–1 / 3–1 / 4–1 / 4–2 / 5–2 / 6–2 / 7–2 | 03:43 – Majul (Cruz) / 20:50 – Gómez (Sierra, Pérez) |                                         | Dommer: Tomasz Radzik Linjedommere: Sergio Biec Tomáš Brejcha |
| 16 min | Strafminutter                                       | 20 min                                               |                                         | Dommer: Tomasz Radzik Linjedommere: Sergio Biec Tomáš Brejcha |
| 44 | Skud                                                | 24                                                   |                                         | Dommer: Tomasz Radzik Linjedommere: Sergio Biec Tomáš Brejcha |

| 22. april 2019 13:00 | Island | 8–0 (4–0, 3–0, 1–0) | Nordkorea | Santa Fe Ice Rink, Mexico City Tilskuere: 100 |

| Rapport | Rapport                                       | Rapport | Rapport            | Rapport                                                     |
| --- | --------------------------------------------- | ------- | ------------------ | ----------------------------------------------------------- |
| | Dennis Hedström                               | Målmænd | Jo Kwang-su Pak Il | Dommer: Benas Jakšys Linjedommere: Anže Bergant Sergio Biec |
| Leifsson (Mikaelsson) – 01:18 / Račanský (Knútsson) (SH) – 02:34 / Mikaelsson (Leifsson, Sigrunarson) (PP) – 08:34 / Račanský (Orongan, Sigurðsson) (PP) – 12:00 / Leifsson (PS) – 24:52 / Leifsson – 30:46 / Sigurðsson – 36:44 / Sigurðsson (Pålsson) – 51:13 | 1–0 / 2–0 / 3–0 / 4–0 / 5–0 / 6–0 / 7–0 / 8–0 |         |                    | Dommer: Benas Jakšys Linjedommere: Anže Bergant Sergio Biec |
| 20 min | Strafminutter                                 | 20 min  |                    | Dommer: Benas Jakšys Linjedommere: Anže Bergant Sergio Biec |
| 58 | Skud                                          | 15      |                    | Dommer: Benas Jakšys Linjedommere: Anže Bergant Sergio Biec |

| 22. april 2019 16:30 | New Zealand | 3–5 (1–1, 0–2, 2–2) | Israel | Santa Fe Ice Rink, Mexico City Tilskuere: 208 |

| Rapport                                                                      | Rapport                                       | Rapport | Rapport    | Rapport                                                              |
| ---------------------------------------------------------------------------- | --------------------------------------------- | --- | ---------- | -------------------------------------------------------------------- |
|                                                                              | Richard Parry                                 | Målmænd | Nir Tichon | Dommer: Tim Tzirtziganis Linjedommere: Justin Cornell Lasse Dahlerup |
| Schneider (Strayer, Cox) (PP) – 17:12 / Heyd (Eaden, Craig) / Amston – 51:26 | 0–1 / 1–1 / 1–2 / 1–3 / 2–3 / 2–4 / 3–4 / 3–5 | 08:16 – Kozhevnikov / 28:59 – Frenkel (Klein) / 38:33 – Kozhevnikov / 47:04 – Kozhevnikov (Kozevnikov, Geller) (PP) / 59:55 – Sherbatov (ENG) |            | Dommer: Tim Tzirtziganis Linjedommere: Justin Cornell Lasse Dahlerup |
| 4 min                                                                        | Strafminutter                                 | 12 min |            | Dommer: Tim Tzirtziganis Linjedommere: Justin Cornell Lasse Dahlerup |
| 31                                                                           | Skud                                          | 35 |            | Dommer: Tim Tzirtziganis Linjedommere: Justin Cornell Lasse Dahlerup |

| 22. april 2019 20:00 | Mexico | 2–3 (1–1, 0–1, 1–1) | Georgien | Santa Fe Ice Rink, Mexico City Tilskuere: 798 |

| Rapport                                                              | Rapport                     | Rapport                                                                                 | Rapport        | Rapport                                                                  |
| -------------------------------------------------------------------- | --------------------------- | --------------------------------------------------------------------------------------- | -------------- | ------------------------------------------------------------------------ |
|                                                                      | Andrés de la Garma          | Målmænd                                                                                 | Andrey Ilyenko | Dommer: Andrew Thackaberry Linjedommere: Tomáš Brejcha Marc-Henri Progin |
| Pérez (Majul, Hagerman) (PP) – 13:17 / Majul (Gómez, Sierra) – 48:07 | 0–1 / 1–1 / 1–2 / 1–3 / 2–3 | 11:24 – Vasilchenko / 27:11 – Vasilchenko / 46:28 – Vasilchenko (Obolgogiani, Kozyulin) |                | Dommer: Andrew Thackaberry Linjedommere: Tomáš Brejcha Marc-Henri Progin |
| 18 min                                                               | Strafminutter               | 6 min                                                                                   |                | Dommer: Andrew Thackaberry Linjedommere: Tomáš Brejcha Marc-Henri Progin |
| 37                                                                   | Skud                        | 35                                                                                      |                | Dommer: Andrew Thackaberry Linjedommere: Tomáš Brejcha Marc-Henri Progin |

| 24. april 2019 13:00 | New Zealand | 6–2 (2–2, 2–0, 2–0) | Georgien | Santa Fe Ice Rink, Mexico City Tilskuere: 100 |

| Rapport | Rapport                                       | Rapport                                                                                 | Rapport        | Rapport                                                    |
| --- | --------------------------------------------- | --------------------------------------------------------------------------------------- | -------------- | ---------------------------------------------------------- |
| | Richard Parry                                 | Målmænd                                                                                 | Andrey Ilyenko | Dommer: Benas Jakšys Linjedommere: Sergio Biec Sem Ramírez |
| Craig (Lee) – 10:14 / Gavoille (Challis) – 11:47 / Eaden (Challis) (PP) – 31:35 / Lee (Challis, Craig) (PP) – 35:24 / Heyd (Challis, Lee) (PP) – 47:32 / Eaden (Heyd) – 52:35 | 0–1 / 1–1 / 2–1 / 2–2 / 3–2 / 4–2 / 5–2 / 6–2 | 00:30 – Kozyulin (Zhuzhunashvili) / 14:16 – Kurbatov (Zhuzhunashvili, Obolgogiani) (PP) |                | Dommer: Benas Jakšys Linjedommere: Sergio Biec Sem Ramírez |
| 10 min | Strafminutter                                 | 10 min                                                                                  |                | Dommer: Benas Jakšys Linjedommere: Sergio Biec Sem Ramírez |
| 34 | Skud                                          | 34                                                                                      |                | Dommer: Benas Jakšys Linjedommere: Sergio Biec Sem Ramírez |

| 24. april 2019 16:30 | Israel | 9–3 (2–1, 4–1, 3–1) | Nordkorea | Santa Fe Ice Rink, Mexico City Tilskuere: 210 |

| Rapport | Rapport                                                               | Rapport                                                                               | Rapport    | Rapport                                                             |
| --- | --------------------------------------------------------------------- | ------------------------------------------------------------------------------------- | ---------- | ------------------------------------------------------------------- |
| | Nir Tichon                                                            | Målmænd                                                                               | Jo Kwan-su | Dommer: Tomasz Radzik Linjedommere: Tomáš Brejcha Marc-Henri Progin |
| Mazour (Sherbatov, Kozhevnikov) (PP) – 03:08 / Sherbatov – 09:44 / Kozhevnikov (Frenkel) – 24:55 / Sherbatov (Hoffman) (SH) – 32:28 / Halpert (Kozhevnikov, Frenkel) – 36:02 / Sherbatov (PS) – 37:52 / Frenkel (Klein, Sherbatov) – 49:50 / Geller (Ben Tov) – 52:53 / Frenkel (Kozhevnikov) – 59:15 | 1–0 / 1–1 / 2–1 / 2–2 / 3–2 / 4–2 / 5–2 / 6–2 / 7–2 / 8–2 / 8–3 / 9–3 | 04:55 – Hong (Kang I., An) (PP) / 22:55 – Kim H. (Hong) / 53:30 – Kang M. (Jong, Son) |            | Dommer: Tomasz Radzik Linjedommere: Tomáš Brejcha Marc-Henri Progin |
| 20 min | Strafminutter                                                         | 26 min                                                                                |            | Dommer: Tomasz Radzik Linjedommere: Tomáš Brejcha Marc-Henri Progin |
| 33 | Skud                                                                  | 25                                                                                    |            | Dommer: Tomasz Radzik Linjedommere: Tomáš Brejcha Marc-Henri Progin |

| 24. april 2019 20:00 | Island | 8–1 (2–0, 6–1, 0–0) | Mexico | Santa Fe Ice Rink, Mexico City Tilskuere: 758 |

| Rapport | Rapport                                             | Rapport               | Rapport                                 | Rapport                                                              |
| --- | --------------------------------------------------- | --------------------- | --------------------------------------- | -------------------------------------------------------------------- |
| | Dennis Hedström                                     | Målmænd               | Andrés de la Garma Sebastian de la Vega | Dommer: Tim Tzirtziganis Linjedommere: Justin Cornell Lasse Dahlerup |
| Mikaelsson (G. Arason, Sigrunarson) – 07:04 / Račanský (G. Arason) – 12:36 / Mikaelsson (Sigrunarson) (PP) – 25:12 / Johannesson (G. Arason, Andresson) – 26:03 / Orongan – 26:29 / Orongan (Sigurðsson) (PP2) – 28:09 / Pålsson (Račanský, Orongan) (PP) – 35:01 / Mikaelsson – 39:50 | 1–0 / 2–0 / 2–1 / 3–1 / 4–1 / 5–1 / 6–1 / 7–1 / 8–1 | 23:16 – Majul (Pérez) |                                         | Dommer: Tim Tzirtziganis Linjedommere: Justin Cornell Lasse Dahlerup |
| 12 min | Strafminutter                                       | 22 min                |                                         | Dommer: Tim Tzirtziganis Linjedommere: Justin Cornell Lasse Dahlerup |
| 46 | Skud                                                | 23                    |                                         | Dommer: Tim Tzirtziganis Linjedommere: Justin Cornell Lasse Dahlerup |

| 26. april 2019 13:00 | Nordkorea | 5–8 (3–2, 1–2, 1–4) | New Zealand | Santa Fe Ice Rink, Mexico City Tilskuere: 105 |

| Rapport | Rapport                                                                     | Rapport | Rapport         | Rapport                                                                   |
| --- | --------------------------------------------------------------------------- | --- | --------------- | ------------------------------------------------------------------------- |
| | Jo Kwang-su Pak Il                                                          | Målmænd | Vincent Mitalas | Dommer: Andrew Thackaberry Linjedommere: Lasse Dahlerup Marc-Henri Progin |
| Kang I. (Kim Ku.) – 01:20 / Hong C. (Ri S.) (SH) — 04:27 / Kim H. (Ri C., Kim Kw.) – 07:00 / Kim Kw. (Kim H.) (PP) – 31:49 / Ri S. (Kim Ku.) – 41:05 | 1–0 / 2–0 / 3–0 / 3–1 / 3–2 / 3–3 / 4–3 / 4–4 / 5–4 / 5–5 / 5–6 / 5–7 / 5–8 | 13:06 – Schneider (Strayer, Polozov) (PP) / 16:24 – Strayer (Schneider, Cox) (PP) / 20:31 – Schneider (Strayer, Craig) (PP) / 32:18 – Gavoille (Henderson, Challis) / 43:40 – Polozov (Cox, Schneider) / 47:02 – Cox (Henderson, Schneider) / 47:33 – Amston (Gavoille, Strayer) / 50:03 – Eaden (Heyd, Mawson) |                 | Dommer: Andrew Thackaberry Linjedommere: Lasse Dahlerup Marc-Henri Progin |
| 14 min | Strafminutter                                                               | 10 min |                 | Dommer: Andrew Thackaberry Linjedommere: Lasse Dahlerup Marc-Henri Progin |
| 36 | Skud                                                                        | 50 |                 | Dommer: Andrew Thackaberry Linjedommere: Lasse Dahlerup Marc-Henri Progin |

| 26. april 2019 16:30 | Georgien | 6–3 (2–3, 2–0, 2–0) | Island | Santa Fe Ice Rink, Mexico City Tilskuere: 170 |

| Rapport | Rapport                                             | Rapport | Rapport         | Rapport                                                        |
| --- | --------------------------------------------------- | --- | --------------- | -------------------------------------------------------------- |
| | Andrey Ilyenko                                      | Målmænd | Dennis Hedström | Dommer: Tomasz Radzik Linjedommere: Justin Cornell Sem Ramírez |
| Kozyulin (Zhuzhunashvili) (PP) – 17:33 / Zhuzhunashvili (Kozyulin) (PP2) – 19:36 / Obolgogiani (Zhuzhunashvili) – 22:05 / Kurbatov (Obolgogiani) (PP) – 33:49 / Obolgogiani (Kurbatov) (SH) – 52:12 / Vasilchenko – 56:04 | 0–1 / 0–2 / 0–3 / 1–3 / 2–3 / 3–3 / 4–3 / 5–3 / 6–3 | 07:11 – Račanský (Sigurðsson) / 09:20 – Račanský (Sigurðsson, Orongan) / 11:07 – Orongan (Račanský, Pålsson) (PP) |                 | Dommer: Tomasz Radzik Linjedommere: Justin Cornell Sem Ramírez |
| 16 min | Strafminutter                                       | 10 min |                 | Dommer: Tomasz Radzik Linjedommere: Justin Cornell Sem Ramírez |
| 22 | Skud                                                | 42 |                 | Dommer: Tomasz Radzik Linjedommere: Justin Cornell Sem Ramírez |

| 26. april 2019 20:00 | Mexico | 4–5 OT (3–1, 0–3, 1–0) (OT: 0–1) | Israel | Santa Fe Ice Rink, Mexico City Tilskuere: 794 |

| Rapport | Rapport                                             | Rapport | Rapport    | Rapport                                                     |
| --- | --------------------------------------------------- | --- | ---------- | ----------------------------------------------------------- |
| | Andrés de la Garma                                  | Målmænd | Nir Tichon | Dommer: Benas Jakšys Linjedommere: Anže Bergant Sergio Biec |
| Majul (Sierra) – 00:14 / Gómez (Majul, Sierra) – 14:26 / Cruz (Ugarte) (PP) – 18:56 / Gómez (Majul) – 47:20 | 1–0 / 1–1 / 2–1 / 3–1 / 3–2 / 3–3 / 3–4 / 4–4 / 4–5 | 05:13 – Kozhevnikov (Sherf, Kozevnikov) / 24:57 – Vernyy (Klein, Sherbatov) / 28:56 – Klein (Geller, Vernyy) / 30:45 – Sherbatov (Kozhevnikov) / 62:56 – Frenkel (Kozhevnikov, Kozevnikov) (PP) |            | Dommer: Benas Jakšys Linjedommere: Anže Bergant Sergio Biec |
| 12 min | Strafminutter                                       | 10 min |            | Dommer: Benas Jakšys Linjedommere: Anže Bergant Sergio Biec |
| 26 | Skud                                                | 37 |            | Dommer: Benas Jakšys Linjedommere: Anže Bergant Sergio Biec |

| 27. april 2019 13:00 | Israel | 7–3 (2–1, 4–0, 1–2) | Georgien | Santa Fe Ice Rink, Mexico City Tilskuere: 85 |

| Rapport | Rapport                                                   | Rapport | Rapport        | Rapport                                                          |
| --- | --------------------------------------------------------- | --- | -------------- | ---------------------------------------------------------------- |
| | Nir Tichon                                                | Målmænd | Andrey Ilyenko | Dommer: Benas Jakšys Linjedommere: Marc-Henri Progin Sem Ramírez |
| Frenkel (Spivak, Sherbatov) – 14:58 / Frenkel (Kozhevnikov, Sherbatov) – 16:30 / Sherbatov (Frenkel, Kozhevnikov) – 22:13 / Mazour (R. Aharonovich, Halpert) – 22:36 / Sherbatov (Kozhevnikov, Spivak) – 34:35 / Klein (Sherbatov, Kozhevnikov) (PP) – 36:17 / Vernyy (Sherbatov) (SH, EN) – 58:03 | 0–1 / 1–1 / 2–1 / 3–1 / 4–1 / 5–1 / 6–1 / 6–2 / 6–3 / 7–3 | 11:26 – Vasilchenko (Obolgogiani, Kurbatov) (PP) / 41:25 – Kochkin (Kurbatov) / 47:12 – Vasilchenko (Obolgogiani, Zhuzhunashvili) |                | Dommer: Benas Jakšys Linjedommere: Marc-Henri Progin Sem Ramírez |
| 10 min | Strafminutter                                             | 12 min |                | Dommer: Benas Jakšys Linjedommere: Marc-Henri Progin Sem Ramírez |
| 28 | Skud                                                      | 32 |                | Dommer: Benas Jakšys Linjedommere: Marc-Henri Progin Sem Ramírez |

| 27. april 2019 16:30 | Island | 4–2 (2–0, 2–0, 0–2) | New Zealand | Santa Fe Ice Rink, Mexico City Tilskuere: 198 |

| Rapport | Rapport                           | Rapport                                                                      | Rapport       | Rapport                                                             |
| --- | --------------------------------- | ---------------------------------------------------------------------------- | ------------- | ------------------------------------------------------------------- |
| | Snorri Sigurbergsson              | Målmænd                                                                      | Richard Parry | Dommer: Tim Tzirtziganis Linjedommere: Tomáš Brejcha Justin Cornell |
| Andresson (Guðnason) – 09:35 / Račanský (Orongan, Blöndal) – 10:35 / Mikaelsson (Leifsson, Þorsteinsson) – 20:53 / Johannesson (Knútsson) – 26:51 | 1–0 / 2–0 / 3–0 / 4–0 / 4–1 / 4–2 | 44:36 – Cox (Polozov, Lee) (PP) / 59:22 – Schneider (Amston, Henderson) (EA) |               | Dommer: Tim Tzirtziganis Linjedommere: Tomáš Brejcha Justin Cornell |
| 12 min | Strafminutter                     | 4 min                                                                        |               | Dommer: Tim Tzirtziganis Linjedommere: Tomáš Brejcha Justin Cornell |
| 39 | Skud                              | 23                                                                           |               | Dommer: Tim Tzirtziganis Linjedommere: Tomáš Brejcha Justin Cornell |

| 27. april 2019 20:00 | Nordkorea | 2–8 (1–4, 0–1, 1–3) | Mexico | Santa Fe Ice Rink, Mexico City Tilskuere: 752 |

| Rapport                                        | Rapport                                                   | Rapport | Rapport            | Rapport                                                              |
| ---------------------------------------------- | --------------------------------------------------------- | --- | ------------------ | -------------------------------------------------------------------- |
|                                                | Jo Kwang-su                                               | Målmænd | Andrés de la Garma | Dommer: Andrew Thackaberry Linjedommere: Anže Bergant Lasse Dahlerup |
| Kim H. (Kang I.) (PP2) – 12:13 / Ri S. – 57:31 | 0–1 / 0–2 / 0–3 / 1–3 / 1–4 / 1–5 / 1–6 / 1–7 / 1–8 / 2–8 | 01:56 – Majul (L. De la Vega) / 02:58 – Kelo (Sierra) (SH) / 09:46 – Smithers (Ugarte, Chávez) (PP) / 13:06 – Majul (Colas, Gómez) / 37:57 – Carrero (Cruz) / 43:19 – Benabib (Smithers, Duenas) / 45:57 – Gómez (Ugarte) (PP) / 56:38 – Chávez (Smithers, Gómez) (PP) |                    | Dommer: Andrew Thackaberry Linjedommere: Anže Bergant Lasse Dahlerup |
| 46 min                                         | Strafminutter                                             | 16 min |                    | Dommer: Andrew Thackaberry Linjedommere: Anže Bergant Lasse Dahlerup |
| 21                                             | Skud                                                      | 41 |                    | Dommer: Andrew Thackaberry Linjedommere: Anže Bergant Lasse Dahlerup |

### Priser og statistikker

#### Priser
- Bedste spillere valgt af direktoratet:
  - Bedste målmand:  Dennis Hedström
  - Bedste forsvarsspiller:  Stefan Amston
  - Bedste angriber:  Eliezer Sherbatov

Kilde: IIHF.com

#### Topscorere
List viser de bedste markspillere rangeret efter point og derefter mål.
| Spiller            | K | M | A | Pts | +/− | PIM | POS |
| ------------------ | - | - | - | --- | --- | --- | --- |
| Eliezer Sherbatov  | 5 | 7 | 8 | 15  | +9  | 0   | F   |
| Evgeni Kozhevnikov | 5 | 5 | 9 | 14  | +6  | 12  | D   |
| Sergei Frenkel     | 5 | 6 | 5 | 11  | +7  | 8   | F   |
| Matthew Schneider  | 5 | 5 | 5 | 10  | 0   | 2   | F   |
| Héctor Majul       | 5 | 6 | 3 | 9   | +3  | 4   | F   |
| Hong Chun-rim      | 5 | 6 | 2 | 8   | −12 | 2   | F   |
| Miloslav Račanský  | 5 | 6 | 2 | 8   | +5  | 16  | F   |
| Axel Orongan       | 5 | 3 | 5 | 8   | +4  | 4   | F   |
| Robert Sigurðsson  | 5 | 3 | 5 | 8   | +7  | 2   | F   |
| Oliver Obolgogiani | 5 | 2 | 6 | 8   | +1  | 8   | F   |

K= Kampe spillet; M = mål; A = Assists; Pts = Punkter; +/- = Plus / Minus ; PIM = straffe i minutter POS = Position 
Kilde: IIHF.com

#### Målmænd
Kun de fem bedste målmænd, baseret på redningsprocent, der har spillet mindst 40% af deres holds minutter, er inkluderet i denne liste.
| Spiller            | TOI    | GA | GAA  | SA  | Sv%   | SÅ |
| ------------------ | ------ | -- | ---- | --- | ----- | -- |
| Richard Parry      | 239:08 | 12 | 3.01 | 131 | 90.84 | 0  |
| Nir Tichon         | 302:56 | 16 | 3.17 | 146 | 89.04 | 0  |
| Dennis Hedström    | 235:17 | 11 | 2.81 | 97  | 88.66 | 1  |
| Andrey Ilyenko     | 298:44 | 26 | 5.22 | 182 | 85.71 | 0  |
| Andrés de la Garma | 261:51 | 25 | 5.73 | 157 | 84.08 | 0  |

TOI = Tid på is (minutter: sekunder); SA = Skud imod; GA = Mål mod; GAA = Mål over gennemsnittet ; Sv% = Gem Procent; SO = Shutouts 
Kilde: IIHF.com